# Endrick (cầu thủ bóng đá, sinh 2006)
Endrick Felipe Moreira de Sousa (sinh ngày 21 tháng 7 năm 2006), thường được biết đến với tên gọi Endrick, là một cầu thủ bóng đá chuyên nghiệp người Brasil hiện đang thi đấu ở vị trí tiền đạo cắm cho câu lạc bộ Real Madrid của La Liga và đội tuyển bóng đá quốc gia Brazil.

## Đầu đời
Sinh ra ở Taguatinga, Quận Liên bang, Endrick bắt đầu chơi bóng từ năm 4 tuổi. Cha của anh, Douglas Sousa, đã công bố các bàn thắng của con trai mình trên YouTube và tìm kiếm những bên quan tâm trong số các câu lạc bộ lớn của Brazil. Endrick thề sẽ trở thành một cầu thủ bóng đá chuyên nghiệp để giúp đỡ gia đình sau khi cha anh không thể nuôi anh. Cha anh thất nghiệp trước khi nhận được công việc làm bảo vệ của Palmeiras.

## Sự nghiệp câu lạc bộ

### Palmeiras

#### Sự nghiệp cầu thủ trẻ
Sau khi suýt ký hợp đồng với São Paulo, anh gia nhập đội trẻ Palmeiras ở tuổi 11. Trong 5 năm, anh ghi 165 bàn sau 169 trận cho các đội trẻ Palmeiras. Anh tham gia Copa São Paulo de Futebol Júnior 2022, nơi anh ghi bảy bàn sau bảy trận và được những người ủng hộ bầu chọn là Cầu thủ xuất sắc nhất giải đấu sau khi dẫn dắt Palmeiras đến danh hiệu đầu tiên của họ. Sau giải đấu, anh thu hút sự chú ý của giới truyền thông quốc tế và các câu lạc bộ lớn ở châu Âu.

#### Sự nghiệp cầu thủ chuyên nghiệp
Endrick ra mắt chuyên nghiệp vào ngày 6 tháng 10 năm 2022, khi vào sân thay người ở hiệp hai trong chiến thắng 4–0 của Palmeiras trong giải Série A trước Coritiba. Khi mới 16 tuổi, hai tháng và 16 ngày tuổi, anh trở thành cầu thủ trẻ nhất từng ra sân cho Palmeiras. Anh ghi hai bàn thắng đầu tiên vào ngày 25 tháng 10, trong chiến thắng 3–1 trước Atletico Paranaense, trở thành cầu thủ ghi bàn trẻ thứ hai trong lịch sử giải hạng nhất Brazil, sau Toninho de Matos.

### Real Madrid
Vào ngày 15 tháng 12 năm 2022, câu lạc bộ La Liga Real Madrid thông báo rằng họ đã đạt được thỏa thuận với Palmeiras, Endrick và gia đình anh để ký hợp đồng với Endrick khi anh tròn 18 tuổi vào tháng 7 năm 2024.

## Thống kê sự nghiệp

### Câu lạc bộ
Tính đến trận đấu từ 16 tháng 3 năm 2024
| Câu lạc bộ          | Mùa giải            | Giải đấu            | Giải đấu | Giải đấu | Giải đấu quốc nội | Giải đấu quốc nội | Cúp quốc gia | Cúp quốc gia | Châu lục | Châu lục | Khác | Khác | Tổng cộng | Tổng cộng |
| Câu lạc bộ          | Mùa giải            | Hạng đấu            | Trận     | Bàn      | Trận              | Bàn               | Trận         | Bàn          | Trận     | Bàn      | Trận | Bàn  | Trận      | Bàn       |
| ------------------- | ------------------- | ------------------- | -------- | -------- | ----------------- | ----------------- | ------------ | ------------ | -------- | -------- | ---- | ---- | --------- | --------- |
| Palmeiras           | 2022                | Série A             | 7        | 3        | —                 | —                 | —            | —            | —        | —        | —    | —    | 7         | 3         |
| Palmeiras           | 2023                | Série A             | 31       | 11       | 13                | 2                 | 3            | 0            | 5        | 1        | 1    | 0    | 53        | 14        |
| Palmeiras           | 2024                | Série A             | 0        | 0        | 6                 | 1                 | 0            | 0            | 0        | 0        | 0    | 0    | 6         | 1         |
| Tổng cộng sự nghiệp | Tổng cộng sự nghiệp | Tổng cộng sự nghiệp | 38       | 14       | 19                | 3                 | 3            | 0            | 5        | 1        | 1    | 0    | 66        | 18        |

1. ↑  Bao gồm Campeonato Paulista
2. ↑  Bao gồm Copa do Brasil
3. ↑  Số lần ra sân tại Copa Libertadores
4. ↑  Số lần ra sân tại Supercopa do Brasil

### Quốc tế
Tính đến trận đấu ngày 26 tháng 3 năm 2024
| Đội tuyển quốc gia | Năm       | Trận | Bàn |
| ------------------ | --------- | ---- | --- |
| Brazil             | 2023      | 2    | 0   |
| Brazil             | 2024      | 2    | 2   |
| Tổng cộng          | Tổng cộng | 4    | 2   |

Tỷ số và kết quả bàn thắng của Brazil được liệt kê trước tiên.
| # | Ngày                | Địa điểm                                            | Trận | Đối thủ     | Bàn thắng | Kết quả | Giải đấu |
| - | ------------------- | --------------------------------------------------- | ---- | ----------- | --------- | ------- | -------- |
| 1 | 23 tháng 3 năm 2024 | Sân vận động Wembley, London, Anh                   | 3    | Anh         | 1–0       | 1–0     | Giao hữu |
| 2 | 26 tháng 3 năm 2024 | Sân vận động Santiago Bernabeu, Madrid, Tây Ban Nha | 4    | Tây Ban Nha | 2–2       | 3–3     | Giao hữu |

## Danh hiệu
Palmeiras
- Campeonato Brasileiro Série A: 2022, 2023
- Supercopa do Brasil: 2023
- Campeonato Paulista: 2023, 2024

Real Madrid
- UEFA Super Cup: 2024
- FIFA Intercontinental Cup: 2024

Cá nhân
- Campeonato Brasileiro Série A Người mới xuất sắc nhất: 2022
- Samba Gold Cầu thủ Brazil dưới 20 tuổi xuất sắc nhất năm: sub-20-do-mundo/ 2022
- Đội tuyển trẻ thế giới nam IFFHS (U20): 2023[15]
- Cầu thủ chạy cánh trái xuất sắc nhất Brazil: 2023[16]